# Sabine Payer
Sabine Payer (nacida Sabine Schöffmann, Wolfsberg, 28 de julio de 1992) es una deportista austríaca que compite en snowboard. Su esposo, Alexander Payer, compite en el mismo deporte.
Ganó tres medallas en el Campeonato Mundial de Snowboard, en los años 2023 y 2025.

## Medallero internacional
| Campeonato Mundial | Campeonato Mundial  | Campeonato Mundial | Campeonato Mundial     |
| Año                | Lugar               | Medalla            | Prueba                 |
| ------------------ | ------------------- | ------------------ | ---------------------- |
| 2023               | Bakuriani (Georgia) | Medalla de plata   | Eslalon paralelo mixto |
| 2023               | Bakuriani (Georgia) | Medalla de bronce  | Eslalon paralelo       |
| 2025               | Engadina (Suiza)    | Medalla de bronce  | Eslalon paralelo mixto |